# Giải vô địch bóng đá Tây Á 2023
Giải vô địch bóng đá Tây Á 2023 sẽ là phiên bản thứ 10 của Giải vô địch bóng đá Tây Á, một giải đấu quốc tế dành cho các quốc gia thành viên của Liên đoàn bóng đá Tây Á (WAFF). Giải sẽ được tổ chức bởi Các Tiểu vương quốc Ả Rập Thống nhất lần đầu tiên, và đội của nó cũng sẽ ra mắt trong cuộc thi.
Giải đấu dự kiến diễn ra từ ngày 2 đến ngày 15 tháng 1 năm 2021, nhưng ban đầu đã bị hoãn lại vào một ngày sau đó trong năm đó. Vào ngày 29 tháng 7, WAFF thông báo rằng giải đấu sẽ diễn ra từ ngày 20 tháng 3 đến ngày 2 tháng 4 năm 2023, trước Cúp bóng đá châu Á 2023.
Bahrain, hiện là đương kim vô địch.

## Đội

### Tham dự
12 quốc gia WAFF và 1 quốc gia AFF đã đồng ý tham dự, lần đầu tiên trong lịch sử giải đấu.
| Đội tuyển   | Số lần tham dự | Tham dự cuối cùng | Thành tích tốt nhất                                              |
| ----------- | -------------- | ----------------- | ---------------------------------------------------------------- |
| Bahrain     | 5              | 2019              | Vô địch (2019)                                                   |
| Iraq        | 9              | 2019              | Vô địch (2002)                                                   |
| Jordan      | 10             | 2019              | Á quân (2002, 2008, 2014)                                        |
| Kuwait      | 5              | 2019              | Vô địch (2010)                                                   |
| Liban       | 8              | 2019              | Vòng bảng (2000, 2002, 2004, 2007, 2012, 2014, 2019)             |
| Oman        | 5              | 2014              | Hạng ba (2012)                                                   |
| Palestine   | 10             | 2019              | Vòng bảng (2000, 2002, 2004, 2007, 2008, 2010, 2012, 2014, 2019) |
| Qatar       | 3              | 2014              | Vô địch (2014)                                                   |
| Ả Rập Xê Út | 4              | 2019              | Vòng bảng (2012, 2014, 2019)                                     |
| Syria       | 9              | 2019              | Vô địch (2012)                                                   |
| UAE         | 1              | —                 | —                                                                |
| Yemen       | 4              | 2019              | Bán kết (2010)                                                   |
| Thái Lan    | 1              | —                 | —                                                                |

### Danh sách cầu thủ
Mỗi đội phải đăng ký một đội gồm 23 cầu thủ (trong đó có 3 thủ môn).